# Wydział Sztuki Lalkarskiej Akademii Teatralnej im. Aleksandra Zelwerowicza w Warszawie
Wydział Sztuki Lalkarskiej w Białymstoku – założony w 1975 roku  jako zamiejscowy wydział Akademii Teatralnej w Warszawie (dawniej PWST). Obok wrocławskiej filii krakowskiej AST, główny ośrodek polskiego teatru lalek, kształcący aktorów i reżyserów, i zasilający zespoły większości teatrów lalkowych w Polsce.

## Historia
Do założenia wydziału przyczynił się głównie ówczesny rektor warszawskiej PWST Tadeusz Łomnicki. To jego decyzja spowodowała, że działające od 1 września 1974 przy Białostockim Teatrze Lalek trzyletnie Studium Aktorskie Teatru Lalek, kierowane przez dyrektora Teatru Krzysztofa Raua, zostało z nowym rokiem akademickim 1975/1976 przekształcone w zamiejscowy Wydział Lalkarski warszawskiej PWST im. Zelwerowicza.

W 1980 roku w Białymstoku powstał Wydział Reżyserii Teatru Lalek, którym kierował początkowo Henryk Jurkowski, następnie Wojciech Wieczorkiewicz i Stanisław Ochmański. W początku lat 90. obydwa wydziały przekształcono w jeden Wydział Sztuki Lalkarskiej, z dwoma kierunkami: aktorskim i reżyserskim.
Przy Wydziale istnieje Teatr Szkolny, noszący od 1999 roku imię Jana Wilkowskiego. 

## Dziekani
Funkcję dziekana pełnili m.in.: Jan Wilkowski, Wojciech Wieczorkiewicz, Krzysztof Rau, Jan Bondar, Jan Plewako, Wojciech Kobrzyński, Wiesław Czołpiński, Sylwia Janowicz-Dobrowolska, Artur Dwulit.

## Absolwenci wydziału
Absolwentami białostockiego wydziału są m.in. Mieczysław Abramowicz, Paweł Aigner, Monika Babula, Marcin Bartnikowski, Andrzej Beja-Zaborski, Marcin Bikowski, Karolina Czarnecka, Piotr Damulewicz, Magdalena Dąbrowska, Justyna Godlewska-Kruczkowska, Arleta Godziszewska, Leszek Mądzik, Sylwia Oksiuta-Warmus, Patryk Ołdziejewski, Piotr Tomaszuk, Adam Walny